# 87a Brigada Mixta (Exèrcit Popular de la República)
La 87a Brigada Mixta va ser una unitat de l'Exèrcit Popular de la República creada durant la Guerra Civil Espanyola. La brigada, que va ser organitzada amb batallons del Cos de Carrabiners, va tenir una activitat destacada durant la contesa.

## Historial
La brigada va ser creada al març de 1937, a la localitat de Llorca, a partir de forces de Carrabiners. En els primers temps, durant el període d'instrucció, la unitat va estar sota la direcció del coronel Carlos Amores Cantos. Posteriorment el comandament va ser assumit pel major de milícies Andrés Nieto Carmona.
Al començament de la batalla de Terol la unitat va ser assignada a la 40a Divisió. El major de milícies Andrés Nieto va passar a manar la 40a Divisió, i fou substituït per Alfredo Ramos en el comandament de la brigada. Al començament de la batalla la unitat va travessar el Port de l'Escandón i va continuar el seu avanç per la carretera Terol-Sagunt; després d'haver ocupat el Vèrtex Castellar i Castralvo, va arribar als afores de Terol. El 21 de desembre la 87a BM va atacar el nucli urbà pel flanc dret, arribant l'endemà a la plaça del Torico i ocupant diverses posicions enemigues com a caserna de la Guàrdia Civil i la Catedral. Va continuar el seu avanç, assetjant el reducte enemic del Seminari.
El 24 de gener de 1938 va llançar un atac contra les posicions enemigues en «El Muletón», però la temptativa va acabar en un fracàs.
Durant la Campanya del Llevant la brigada va tenir una actuació destacada, arribant a ser condecorada amb Medalla al Valor col·lectiva. La unitat va haver de fer front a nombroses envestides enemigues, havent de retirar-se a les posicions defensives de la línia XYZ. La 87a BM continuava en el Front de Llevant quan va acabar la guerra.

## Comandaments
Comandants
- Coronel d'infanteria Carlos Amores Cantos;
- Major de milícies Andrés Nieto Carmona;
- Major de milícies Alfredo Ramos Gómez;